# Gil García
Gil García é um município da Espanha na província de Ávila, comunidade autónoma de Castela e Leão, de área 15 km² com população de 45 habitantes (2007) e densidade populacional de 3,34 hab/km².

## Demografia
| Variação demográfica do município entre 1991 e 2004 | Variação demográfica do município entre 1991 e 2004 | Variação demográfica do município entre 1991 e 2004 | Variação demográfica do município entre 1991 e 2004 |
| --------------------------------------------------- | --------------------------------------------------- | --------------------------------------------------- | --------------------------------------------------- |
| 1991                                                | 1996                                                | 2001                                                | 2004                                                |
| 96                                                  | 79                                                  | 60                                                  | 52                                                  |